# Nossa Senhora dos Navegantes

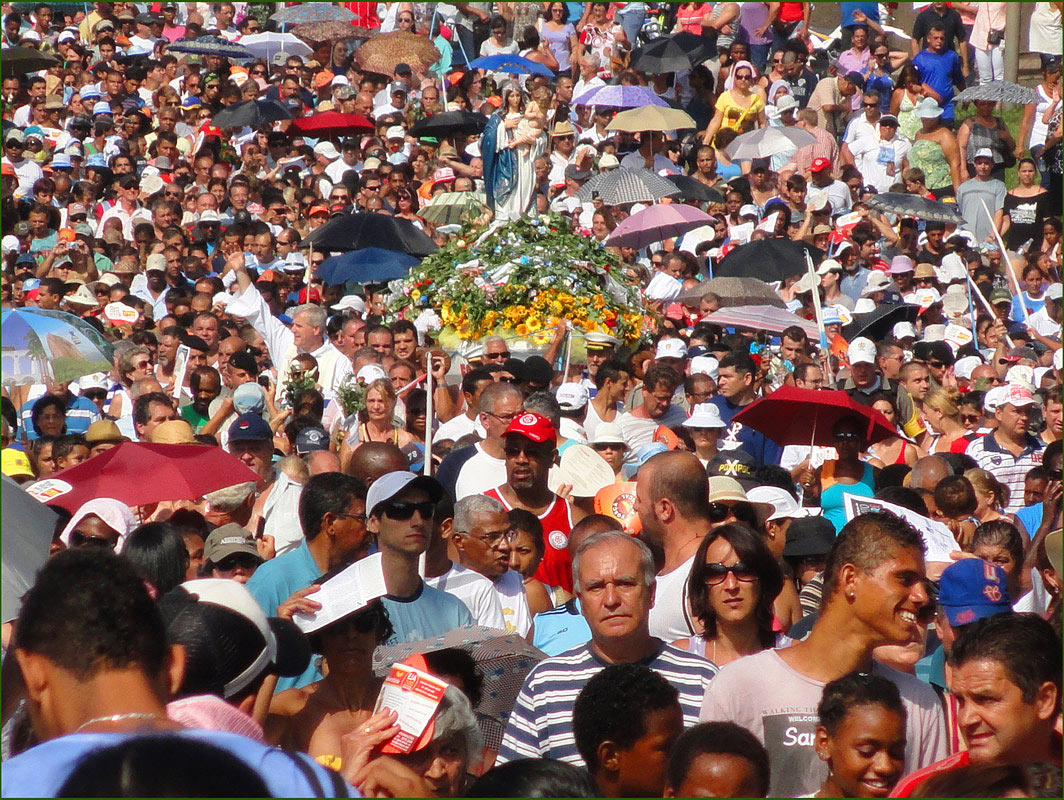
Procissão de Nossa Senhora dos Navegantes em Porto Alegre

Nossa Senhora dos Navegantes é um título dado a Mãe de Jesus, Maria. 
A fé e a designação Nossa Senhora dos Navegantes têm início no século XV, com a navegação dos europeus, especialmente com os portugueses. As pessoas que viajavam pelo mar pediam proteção à Nossa Senhora para retornarem aos seus lares. Maria era vista como protetora das tempestades e demais perigos que o mar e os rios ofereciam. 
A primeira estátua foi trazida de Espanha junto com os navegadores. Pedro Álvares Cabral trazia em sua nau capitânia uma imagem de Nossa Senhora da Boa Esperança, sendo levada até a Índia, onde uma capela em sua homenagem foi erguida e ali ficou até o século XVII sob a guarda de franciscanos e sob mantença de descendentes de Cabral. Atualmente, a imagem está na Igreja da Sagrada Família, em Belmonte, Portugal.
Nossa Senhora dos Navegantes é também conhecida pelo nome de Nossa Senhora das Candeias, Nossa Senhora da Boa Viagem; Nossa Senhora da Boa Esperança e Nossa Senhora da Esperança.
Em Pelotas, no estado do Rio Grande do Sul, a imagem de Nossa Senhora dos Navegantes vai até o Porto de Pelotas. Antes do encerramento da festividade católica acontece um dos momentos mais marcantes da festa de Nossa Senhora dos Navegantes em Pelotas, que em 2009 chegou à 78ª edição.

## A fé no Brasil
A fé em Nossa Senhora dos Navegantes chegou ao Brasil através dos navegadores portugueses e espanhóis. Em Porto Alegre, cidade de colonização açoriana, Nossa Senhora dos Navegantes é a maior festa religiosa da cidade, mesmo não sendo a padroeira.
Todos os anos é realizada em Porto Alegre uma procissão fluvial no Rio Guaíba. A festa é realizada todo dia 2 de fevereiro e, na festa de 2008, a procissão em honra à Nossa Senhora dos Navegantes reuniu mais de 100 mil pessoas.
Além de Porto Alegre, o dia 2 de fevereiro é considerado feriado municipal em Camaquã, Canoas, Jaguarão, Pelotas, Rio Grande, Santa Vitória do Palmar e Torres.
Dia 15 de Agosto: é celebrada em Cananéia.

## Nossa Senhora dos Navegantes em Portugal
Nossa Senhora dos Navegantes é, também em Portugal, associada ao mar e à proteção dos marinheiros pela Santa Mãe de Deus. Mas a diferença é que os portugueses associam-na, principalmente, às comunidades pescatórias. A sua festa realiza-se a 15 de Agosto com procissões em várias comunidades de pescadores por todo o país. Uma das grandes festas a Nossa Senhora dos Navegantes realiza-se em Cascais entre os dias 3 e 15 de Agosto. Durante esta semana, a população reúne-se na Baía de Cascais para uma grande mostra gastronômica e artesanal e ainda o lançamento de fogo de artifício todos os dias. No final, dia 15, festeja-se Nossa Senhora dos Navegantes numa procissão pelas ruas da vila de Cascais e depois de barco até meio da Baía onde se dá a Benção do mar e da vila. Esta festa é também realizada na Costa da Caparica.
Também é realizada uma festa em honra da Nossa Senhora dos Navegantes em Armação de Pêra. Nesta festa há uma procissão pelas ruas da vila e também há uma procissão pelo mar, com os barcos dos pescadores e outros barcos.

## Devoção nas religiões afro-brasileiras
É sincretizada nas religiões afro-brasileiras, sobretudo no Rio Grande do Sul e na Bahia, com a orixá Iemanjá.